# Fernanda Contreras Gómez
Fernanda Contreras Gómez (født 8. oktober 1997 i San Luis Potosi, Mexico) er en professionel tennisspiller fra Mexico.